# 中国银行开平支行案
中国银行开平支行案，简称中行开平案或中行开平“10·12”案，是发生在广东省江门市下辖的开平市中国银行开平支行的经济案件，是1949年以来中国大陆规模最大的银行资金盗用案。

## 经过
许超凡（1965年－），中国银行广东开平支行原行长。自1991年开始，许超凡先后连同开平支行副行长余振东、下属公司经理许国俊贪污挪用银行资金4.83亿美元，2001年逃亡到美国。
2001年10月12日，中国银行为加强信息管理，将全国1040处电脑中心统一成一套系统，集中设置在33个中心。联网后，中国银行电脑中心账目出现4.83亿美元亏空。由于数字过于巨大，工作人员一度认为出现了技术故障，但最终确认为中国银行资金盗用案。10月15日，开平支行三位历任行长许超凡（省行会计处处长）、余振东和许国俊（时任行长）失踪。
开平案发后，广东中行迅速对县级支行的权限进行了收缩，并全部切断基层行直接与境外资金汇划的全部渠道。
因涉案金额巨大，2001年11月，时任国务院总理朱镕基亲自批示要求有关部门严查此案。案件爆发后，主犯许超凡等出国潜逃。
2002年3月15日，中国银行行长刘明康在全国人大会议召开时对境外记者公开确认了这一事件，并称此案主要罪嫌共计五人，均为当地的银行家；他们使用早已准备好的假护照逃出国外，目前主要在美、加等地；这些人在过去若干年内盗窃的上亿资金，主要通过澳门和拉斯维加斯等地的赌场洗成现金。现在中国正在与国际警方合作试图抓获案犯。刘明康还用英语概括说：“We feel it's our duty to clean up the Bank of China.（我们觉得清理中国银行是我们的责任。）”
2004年4月16日，余振东被美国警方移交回中国，后被广东省江门市中级人民法院判处有期徒刑12年，现已刑满释放。
2006年1月，美国以15项罪名，对许超凡和许国俊二人提起刑事诉讼。最终，2009年5月，美国内华达联邦地区法院对许超凡和许国俊判处25年和22年有期徒刑，而同案被判有罪的两人配偶余英怡和邝婉芳分别获刑8年。
在恩平金融风波主要责任人之一的江门市原副市长、恩平县原书记邝仍被判刑后，其女儿女婿牵涉入江门市的中国银行开平支行案，并出国潜逃。邝仍的女儿邝婉芳在潜逃至美国十余年后被遣返至中国大陆，而于2001年涉嫌貪污挪用中國銀行多達4.85億美元的邝婉芳前夫許超凡于2018年7月12日被强制遣返回中国大陆。
2021年10月13日，许超凡被江门市中级人民法院认定犯贪污罪、挪用公款罪，判处有期徒刑13年，罚金人民币200万元，对犯罪所得赃款予以追缴。
2021年11月14日，外逃20年的许国俊被强制遣返回国。
2023年12月13日，许国俊被江门市中级人民法院认定犯贪污罪、挪用公款罪，判处无期徒刑，剥夺政治权利终身，并处没收个人全部财产；对犯罪所得及其孳息予以追缴。